# تپه میشکلان ۳
تپه میشکلان ۳ در شهرستان پل‌دختر، بخش مرکزی، دهستان جایدر، روستای سراب جهانگیر واقع شده و این اثر در تاریخ ۱۸ شهریور ۱۳۸۷ با شمارهٔ ثبت ۲۳۲۴۱ به‌عنوان یکی از آثار ملی ایران به ثبت رسیده است.